# Okręg wyborczy nr 97 do Senatu Rzeczypospolitej Polskiej
Okręg wyborczy nr 97 do Senatu Rzeczypospolitej Polskiej obejmuje obszar miasta na prawach powiatu Szczecina oraz powiatu polickiego (województwo zachodniopomorskie). Wybierany jest w nim 1 senator na zasadzie większości względnej.
Utworzony został w 2011 na podstawie Kodeksu wyborczego. Po raz pierwszy zorganizowano w nim wybory 9 października 2011. Wcześniej obszar okręgu nr 97 należał do okręgu nr 40.
Siedzibą okręgowej komisji wyborczej jest Szczecin.

## Reprezentanci okręgu
| Rok  | Rok            | Senator         | Komitet wyborczy                           |
| ---- | -------------- | --------------- | ------------------------------------------ |
|      | 2011           | Norbert Obrycki | Platforma Obywatelska RP                   |
| 2015 | Tomasz Grodzki |                 | Platforma Obywatelska RP                   |
|      | Tomasz Grodzki | 2019            | KKW Koalicja Obywatelska PO .N iPL Zieloni |
| 2023 | Tomasz Grodzki |                 | KKW Koalicja Obywatelska PO .N iPL Zieloni |

## Wyniki wyborów
Symbolem „●” oznaczono senatora ubiegającego się o reelekcję.

### Wybory parlamentarne 2011
| Kandydat                                                                                      | Kandydat             | Komitet wyborczy             | Głosów | Głosów | Głosów |
| Kandydat                                                                                      | Kandydat             | Komitet wyborczy             | Liczba | %      | +/–    |
| --------------------------------------------------------------------------------------------- | -------------------- | ---------------------------- | ------ | ------ | ------ |
|                                                                                               | Norbert Obrycki      | Platforma Obywatelska RP     | 87 115 | 44,29  | –      |
|                                                                                               | Krzysztof Zaremba ●  | Prawo i Sprawiedliwość       | 49 770 | 25,30  | –      |
|                                                                                               | Stanisław Flejterski | Sojusz Lewicy Demokratycznej | 29 485 | 14,99  | –      |
|                                                                                               | Longin Komołowski    | KWW Longina Komołowskiego    | 15 153 | 7,70   | –      |
|                                                                                               | Sławomir Osiński     | Polska Jest Najważniejsza    | 8601   | 4,37   | –      |
|                                                                                               | Bartłomiej Toszek    | Polskie Stronnictwo Ludowe   | 6557   | 3,33   | –      |
| Frekwencja: 54,90% Liczba głosów ważnych: 196 681 (96,78%) Źródło: Państwowa Komisja Wyborcza |                      |                              |        |        |        |

*Krzysztof Zaremba reprezentował w Senacie VII kadencji (2007–2011) okręg nr 40.

### Wybory parlamentarne 2015
| Kandydat                                                                                      | Kandydat           | Komitet wyborczy                             | Głosów | Głosów | Głosów |
| Kandydat                                                                                      | Kandydat           | Komitet wyborczy                             | Liczba | %      | +/–    |
| --------------------------------------------------------------------------------------------- | ------------------ | -------------------------------------------- | ------ | ------ | ------ |
|                                                                                               | Tomasz Grodzki     | Platforma Obywatelska RP                     | 69 887 | 36,35  | –7,94  |
|                                                                                               | Kazimierz Drzazga  | Prawo i Sprawiedliwość                       | 61 133 | 31,79  | +6,49  |
|                                                                                               | Patryk Zbroja      | Nowoczesna Ryszarda Petru                    | 31 846 | 16,56  | –      |
|                                                                                               | Czesława Christowa | KKW Zjednoczona Lewica SLD+TR+PPS+UP+Zieloni | 23 697 | 12,32  | –2,67  |
|                                                                                               | Bartłomiej Toszek  | Polskie Stronnictwo Ludowe                   | 5722   | 2,98   | –0,35  |
| Frekwencja: 54,61% Liczba głosów ważnych: 192 285 (96,63%) Źródło: Państwowa Komisja Wyborcza |                    |                                              |        |        |        |

### Wybory parlamentarne 2019
| Kandydat                                                                                      | Kandydat               | Komitet wyborczy                           | Głosów  | Głosów | Głosów |
| Kandydat                                                                                      | Kandydat               | Komitet wyborczy                           | Liczba  | %      | +/–    |
| --------------------------------------------------------------------------------------------- | ---------------------- | ------------------------------------------ | ------- | ------ | ------ |
|                                                                                               | Tomasz Grodzki ●       | KKW Koalicja Obywatelska PO .N iPL Zieloni | 149 245 | 65,57  | +12,66 |
|                                                                                               | Małgorzata Jacyna-Witt | Prawo i Sprawiedliwość                     | 78 378  | 34,43  | +2,64  |
| Frekwencja: 66,38% Liczba głosów ważnych: 227 623 (96,61%) Źródło: Państwowa Komisja Wyborcza |                        |                                            |         |        |        |

### Wybory parlamentarne 2023
| Kandydat                                                                                      | Kandydat          | Komitet wyborczy                           | Głosów  | Głosów | Głosów |
| Kandydat                                                                                      | Kandydat          | Komitet wyborczy                           | Liczba  | %      | +/–    |
| --------------------------------------------------------------------------------------------- | ----------------- | ------------------------------------------ | ------- | ------ | ------ |
|                                                                                               | Tomasz Grodzki ●  | KKW Koalicja Obywatelska PO .N iPL Zieloni | 181 895 | 69,61  | +4,04  |
|                                                                                               | Agnieszka Kurzawa | Prawo i Sprawiedliwość                     | 79 425  | 30,39  | –4,04  |
| Frekwencja: 77,84% Liczba głosów ważnych: 261 320 (96,72%) Źródło: Państwowa Komisja Wyborcza |                   |                                            |         |        |        |